# 有限合資会社
有限合資会社（ゆうげんごうしがいしゃ、独: Gesellschaft mit beschränkter Haftung & Compagnie Kommanditgesellschaft）は、ドイツ法による企業形態の1つ。GmbH & Co. KGと略される。
合資会社の一種であり、無限責任社員にあたるものが有限会社であるのが特徴である。なお、日本の合資会社と異なり、ドイツにおいて合資会社は法人格を有さない。
ドイツでは、中小企業から大企業まで最も多数の同族企業で採用されている企業形態である。
有限合資会社の形態（有限会社が無限責任出資者となる）は、1980年のドイツ商法典の改正によって、はじめて法律上で認められた。しかし、慣習としてそれ以前からも適法であるとの判例が出ている。1912年にバイエルン州最高裁判所で有限合資会社の形態を認める最初の判決を下し、1922年にはライヒ裁判所でも認める判決が下されたことで、以降はドイツ全土で認められるようになった。
通例では、有限会社の負債責任は文字通りの「無限」ではなく有限会社の払込資金額までと見なされており、有限責任出資者である有限会社が無限責任出資者となることは矛盾でもあるため、前述の商法改正までには多くの批判と議論が巻き起こされた。